# جو ووكر
جو ووكر (6 سبتمبر 1992 في نيوزيلندا - ) (بالإنجليزية: Joe Walker)‏ هو لاعب كريكت نيوزلندي.

## وصلات خارجية
- جو ووكر على موقع إي آس بي آن كريك إنفو (الإنجليزية)